# VMOS
VMOS — це віртуальна машина на Android, яка може запускати іншу ОС Android як гостьову операційну систему. За бажанням користувачі можуть запускати гостьову віртуальну машину Android як ОС Android. Гостьова операційна система Android VMOS має доступ до магазину Google Play та інших програм Google. VMOS стала першою віртуальною машиною для Android, що підтримує сервіси Google Play та інші програми Google.

## Віртуалізація
Сама програма при завантаженні є базовим ядром віртуалізації, проте образ операційної системи Android для гостьової ОС завантажується при першому відкритті програми. Оскільки гостьова операційна система знаходиться у віртуалізованому середовищі, будь-які конфігурації, такі як рутироване ядро Android на гостьовій системі, не впливають на операційну систему Android на хості або пристрої. Завдяки цьому VMOS дозволяє запускати на телефоні через віртуалізацію рутовану операційну систему Android без фактичного рутування пристрою і, отже, без проблем з гарантією або оператором/постачальником стільникового зв'язку. Бувши віртуальною машиною, гостьова операційна система Android має окремий образ диска, тому якщо вірус чи інша загроза зробить щось шкідливе у гостьовій операційній системі, це не вплине на основний пристрій та основну операційну систему.

### Вимоги до пристрою
Оскільки програма є віртуальною машиною, він має вимоги, яким повинен відповідати пристрій для роботи програми. Однією з таких вимог є те, що телефон повинен мати обсяг пам'яті не менше 32 ГБ. Додатку також потрібно щонайменше 2 ГБ оперативної пам'яті. Для того, щоб програма могла виконувати віртуалізацію та будь-які додаткові налаштування користувача для гостьової ОС, йому потрібно кілька дозволів.

### Налаштування віртуальної машини
VMOS постачається з багатьма налаштуваннями конфігурації гостьової ОС, крім вкорінення операційної системи Android. Деякі з цих параметрів включають вибір роздільної здатності розміру дисплея, який використовуватиме користувач, можливість імпорту додатків з основної ОС, або навпаки експорту в основну ОС, дозвіл на використання телефонних дзвінків та багато інших.

## Застосування
Хоча програму VM можна використовувати для всього, що забажає користувач, відомі деякі чудові випадки його використання. Деякі великі розробники програмного забезпечення пропонують користувачам встановити VMOS для використання їх програм на пристрої з операційною системою Android.
Одне з таких відомих застосувань — розробники додатків, які створюють додатки для Android, призначені для пристроїв з рутом Android. Інший спосіб використання — можливість для користувачів працювати в багатозадачному режимі або використовувати програму з двома екземплярами, оскільки багато програм для Android можуть мати тільки один екземпляр.

## Відгуки
Додаток отримав різні відгуки. Однак усі позитивно відгукнулися про те, що воно може віртуалізувати операційну систему Android.
Деякі з позитивних відгуків були пов'язані з тим, що програма може використовуватися розробниками для тестування додатків Android, призначених для пристроїв з Root-правами, що усуває проблеми, з якими стикаються розробники під час рутування власних пристроїв для тестування своїх додатків. Ще одним позитивним моментом було те, що програма може не тільки працювати у фоновому режимі, але й запускатися як плаваюче вікно. Таким чином, гостьова ОС та хост можуть використовуватись одночасно. Одним з головних плюсів було те, що якщо програма буде перенесена на пристрій без Android, наприклад Huawei Mate 30, користувач зможе використовувати програми Google, Google Play Apps, а також операційну систему Android через перенесену програму VMOS. VMOS також дозволяє мати кілька облікових записів у програмах.
Серед негативних моментів було зазначено, що всі віртуалізовані операційні системи, незалежно від платформи, де знаходиться хост, ніколи не зможуть досягти тієї ж швидкості, що й хост. Ще одне питання, яке було порушено, — це розмір, який програма займає на телефоні. Ще одним негативним моментом було те, що відео в режимі онлайн або на гостьовій файловій системі відображатиметься з меншою роздільною здатністю та частотою кадрів.